# 拉蒙·卡斯蒂略
拉蒙·安东尼奥·卡斯蒂略·巴里奥努埃沃（西班牙語：Ramón Antonio Castillo Barrionuevo；1873年11月20日—1944年10月10日），阿根廷总统（1942-1943）。
卡斯蒂略博士从1938年到1942年担任阿根廷的副总统，从1940年8月12日到1942年6月27日因罗贝托·玛丽亚·奥尔蒂斯总统病重他代理总统，奥尔蒂斯去世后任总统，1943年卡斯蒂略被政變推翻。
| 前任： 罗贝托·玛丽亚·奥尔蒂斯 | 阿根廷总统 1942年—1943年 | 繼任： 阿图罗·劳森 |